# Hurt (Christina Aguilera-låt)
Hurt är en balladlåt framförd av Christina Aguilera som är skriven av Linda Perry. Det är den nittonde låten på hennes sjätte album Back to Basics och släpptes som singel i USA den 18 oktober 2006, i Australien den 4 november 2006 och i Storbritannien den 13 november 2006. Låten blev en stor hit i Europa, och nådde till exempel placeringen #2 på svenska singellistan. Dock var den en besvikelse i USA, där den förväntades nå topp 3 men bara nådde placeringen #19.
I videon spelar Christina en cirkusartist som får reda på att hennes far har dött. Hon får skuldkänslor över att hon har prioriterat sin karriär över sitt förhållande till sin far. Videons intro innehåller en kort monolog till slutet av låten "Welcome" på Back to Basics.
Christina Aguilera ville först inte ha "Hurt" som andra singel från albumet. "Candyman" var planerad. Men skivbolaget RCA Records tyckte att en ballad passade säsongsmässigt bäst för norra halvklotet och ansågs kunna bli en hit kommande storhelg, bland annat med tanke på att hennes "Beautiful" hade stora framgångar sent under 2002.

## Priser och utmärkelser
| Årtal | Ceremoni               | Pris                                  | Resultat  |
| ----- | ---------------------- | ------------------------------------- | --------- |
| 2006  | Teen.com Award         | Bästa sorgliga låt av kvinnlig artist | Vinnare   |
| 2007  | MuchMusic Video Awards | Årets video                           | Nominerad |
| 2007  | MVPA Video Award       | Årets video                           | Vinnare   |
| 2008  | ASCAP Awards           | Mest framförda låtar                  | Vinnare   |
| 2008  | BMI Pop Music Awards   | Låtskrivarpris                        | Vinnare   |

### Årsslutslista
| Lista (2007)       | Ranking |
| ------------------ | ------- |
| Yusla singellistan | 3       |